# Castell Aberlleiniog
Castell Aberlleiniog (Borg ved udmundingen af Lleiniog) er en motte and bailey-fæstning nær landsbyen Llangoed på Isle of Anglesey i Wales. Den blev opført mellem 1080 og 1099 af Hugh d'Avranches, 1. jarl af Chester. Den ligger omkring 3 km fra Beaumaris Castle, og ligger på en stejl bakketop.